# Rende
Rende é uma comuna italiana da região da Calábria, província de Cosenza, com cerca de 34511 habitantes. Estende-se por uma área de 54 km², tendo uma densidade populacional de 639 hab/km². Faz fronteira com Castiglione Cosentino, Castrolibero, Cosenza, Marano Marchesato, Marano Principato, Montalto Uffugo, Rose, San Fili, San Lucido, San Pietro in Guarano, San Vincenzo La Costa, Zumpano.

## Demografia
| Variação demográfica do município entre 1861 e 2011                               |
|                                                                                   |
| Fonte: Istituto Nazionale di Statistica (ISTAT) - Elaboração gráfica da Wikipedia |